# تصنيف الملوك (مانغا)
تصنيف الملوك (باليابانية: 王様ランキング، بالروماجي: Ōsama Rankingu) سلسلة مانغا يابانية من تأليف «سوسكي توكا»، بدأت بالصدور أونلاين على موقع مانغا-هاك منذ مايو 2017، تصدر فصولها في مجلدات مطبوعة من قبل إنتربرين [الإنجليزية]، كما حصلت على أنمي تلفزيوني من إنتاج ستوديو ويت بدأ عرضه في أكتوبر 2021 على تلفزيون فوجي.

## الشخصيات
بوجّي (ボッジ، Bojji)
أداء صوتي: مينامي هيناتا (اليابانية)، غادة عمر (العربية)
أمير طفل أصم وأبكم، لكنه يمتلك طموحًا لأن يصبح الملك خلفًا لوالده.
كاغي (カゲ، Kage)
أداء صوتي: أيومو موراسي (اليابانية)، عادل أبو حسّون (العربية)
كائن من عشيرة الظلال، يساند بوجّي.
دايدا (ダイダ، Daida)
أداء صوتي: يوكي كاجي (اليابانية)، طالب الرفاعي (العربية)
أخ أصغر لبوجّي من أم مختلفة، عين نفسه ملكًا بعد وفاة والدهما.
هيلينغ (ヒリング، Hiringu)
أداء صوتي: رينا ساتو (اليابانية)، عائشة الخراط (العربية)
الملكة والدة دايدا، يظهر عليها القسوة نحو بوجّي لكنها تدعمه بالسر.
دوماس (ドーマス، Dōmasu)
أداء صوتي: تاكويا إغوتشي (اليابانية)، أسامة تيناوي (العربية)
بيبين (ベビン، Bebin)
أداء صوتي: يوجي أويدا (اليابانية)، عادل أبو حسّون (العربية)
آبيس (アピス، Apisu)
أداء صوتي: هيروكي ياسوموتو (اليابانية)، باسل الرفاعي (العربية)
دوروشي (ドルーシ، Dorūshi)
أداء صوتي: هيناتا تادوكورو (اليابانية)، نضال جوهر (العربية)
هوكورو (ホクロ، Hokuro)
أداء صوتي: دايكي ياماشيتا
بوس (ボッス، Bossu)
أداء صوتي: كينتا مياكي (اليابانية)، محمد حسون (العربية)
شينا (シーナ، Shīna)
أداء صوتي: تاكاكو هوندا
ميرانجو/المرآة السحرية (魔法の鏡役، Mahō no Kagami)
أداء صوتي: مايا ساكاموتو (اليابانية)، كريستين شحود (العربية)
ديثهار (デスハー، Desuhā)
أداء صوتي: يوشيميتسو شيموياما
اوكين (オウケン، Ōken)
ديسبا (デスパー، Desupā)
أداء صوتي: تاكاهيرو ساكوراي (اليابانية)، علي خضور (العربية)

## وسائط المشروع

### مانغا
«تصنيف الملوك» سلسلة مانغا من كتابة ورسوم المانغاكا «سوسكي توكا»، تصدر على موقع «مانغا-هاك» التابع لشركة «إيكوس» منذ مايو 2017، تجمع فصولها في مجلدات تانكوبون وتصدر مطبوعة من قبل دار نشر إنتربرين [الإنجليزية]، وحتى أغسطس 2021 سيكون لها 11 مجلدًا منشورًا.
| م. | تاريخ الإصدار الياباني | ردمك الياباني          |
| -- | ---------------------- | ---------------------- |
| 1  | 12 فبراير 2019         | ISBN 978-4-04-735517-0 |
| 2  | 12 فبراير 2019         | ISBN 978-4-04-735518-7 |
| 3  | 12 أبريل 2019          | ISBN 978-4-04-735599-6 |
| 4  | 12 يونيو 2019          | ISBN 978-4-04-735684-9 |
| 5  | 10 أغسطس 2019          | ISBN 978-4-04-735719-8 |
| 6  | 12 ديسمبر 2019         | ISBN 978-4-04-735807-2 |
| 7  | 11 أبريل 2020          | ISBN 978-4-04-735854-6 |
| 8  | 12 أغسطس 2020          | ISBN 978-4-04-736228-4 |
| 9  | 11 ديسمبر 2020         | ISBN 978-4-04-736458-5 |
| 10 | 12 أبريل 2021          | ISBN 978-4-04-736602-2 |
| 11 | 12 أغسطس 2021          | ISBN 978-4-04-736743-2 |
| 12 | 10 ديسمبر 2021         | ISBN 978-4-04-736868-2 |

### أنمي
تم إنتاج أنمي تلفزيوني مبني على مانغا تصنيف الملوك من قبل ستوديو ويت، بدأ عرضه يوم 15 أكتوبر على تلفزيون فوجي ضمن فقرة نويتامينا، السلسلة من إخراج «يوسكي هاتّا»، ونصوص تاكو كيشيموتو [الإنجليزية]، تصميم الشخصيات من قبل أتسوكو نوزاكي، وألحان مايوكو [الإنجليزية].
يشرف اتحاد طوكيو للصم على لغة الإشارة التي تظهر خلال الأنمي. أغنية مقدمة الأنمي بعنوان «فتى؛ BOY» من أداء كينغ نو، بينما أغنية النهاية «أوز؛ Oz» من أداء (ياما).
تم ترخيص السلسلة لشركة فنيميشن لبثها خارج آسيا، وشركة ميديا لينك لبثها في جنوب شرق آسيا على خدمة آي جيي.
| ر. الإجمالي | العنوان                        | العنوان الأصلي                           | المخرج                                           | الكاتب           | لوحة قصصية                              | تاريخ العرض الأصلي       |
| ----------- | ------------------------------ | ---------------------------------------- | ------------------------------------------------ | ---------------- | --------------------------------------- | ------------------------ |
| 1           | «الأمير العاري»                | 裸の王子 Hadaka no Ōji                   | يوسكي هاتّا                                       | تاكو كيشيموتو    | يوسكي هاتّا                              | 15 أكتوبر 2021(ملاحظة 2) |
| 2           | «الأمير وكاغي»                 | 王子とカゲ Ōji to Kage                   | ماكوتو فوتشيغامي                                 | تاكو كيشيموتو    | يوسكي هاتّا                              | 22 أكتوبر 2021           |
| 3           | «الملك الجديد»                 | 新しい国王 Atarashii Kokuō               | كازواكي إماي                                     | تاكو كيشيموتو    | كازواكي إماي                            | 29 أكتوبر 2021           |
| 4           | «الرحلة الأولى»                | 初めての旅 Hajimete no Tabi              | ماكوتو فوتشيغامي                                 | تاكو كيشيموتو    | ماكوتو فوتشيغامي                        | 5 نوفمبر 2021            |
| 5           | «مؤامرات متشابكة»              | からみあう陰謀 Karamiau Inbō             | ماساهيرو أوكامورا                                | تاكو كيشيموتو    | شينوبو تاداشي                           | 12 نوفمبر 2021           |
| 6           | «ملك العالم السّفلي»            | 冥府の王 Meifu no Ō                      | هيتومي إيزو                                      | تاكو كيشيموتو    | شنتاري ناكازاوا                         | 19 نوفمبر 2021           |
| 7           | «تدريب الأمير»                 | 王子の弟子入り Ōji no Deshiiri           | شوتا غوشوزونو                                    | تاكو كيشيموتو    | شوتا غوشوزونو                           | 26 نوفمبر 2021           |
| 8           | «قربان الأحلام»                | 夢のいけにえ Yume no Ikenie              | يومي كاماكورا                                    | تاكو كيشيموتو    | ماكوتو فوتشيجامي                        | 3 ديسمبر 2021            |
| 9           | «الملكة والدّرع»                | 王妃と盾 Ōhi to Tate                     | أريفومي إيماي                                    | تاكو كيشيموتو    | أريفومي إيماي                           | 10 ديسمبر 2021           |
| 10          | «سيف الأمير»                   | 王子の剣 Ōji no Ken                      | ماي تيشيما                                       | تاكو كيشيموتو    | ماي تيشيما                              | 17 ديسمبر 2021           |
| 11          | «الأخوان الأكبر والأصغر»       | 兄と弟 Ani to Otōto                      | ريوتا أيكي                                       | تاكو كيشيموتو    | ريوتا أيكي                              | 24 ديسمبر 2021           |
| 12          | «خُطى الحرب»                    | 戦いの足音 Tatakai no Ashioto            | ماكوتو فوتشيغامي                                 | تاكو كيشيموتو    | شينساكو ساساكي                          | 7 يناير 2022             |
| 13          | «المملكة في حالة اضطراب»       | 王国の乱れ Ōkoku no Midare               | شيهيرو كومانو، أتسوشي ناكاغاوا                   | تاكو كيشيموتو    | شينساكو ساساكي                          | 14 يناير 2022            |
| 14          | «عودة الأمير»                  | 王子の帰還 Ōji no Kikan                  | يومي كاماكورا                                    | تاكو كيشيموتو    | يومي كاماكورا                           | 21 يناير 2022            |
| 15          | «تنظيم فُرسان العالم السّفلي»    | 冥府騎士団 Meifu Kishidan                | هيتومي إيزوي                                     | تومومي كاواغوتشي | شينساكو ساساكي                          | 28 يناير 2022            |
| 16          | «فخامة العائلة الملكيّة»        | 王の威厳 Ō no Igen                       | ماي تيشيما                                       | تومومي كاواغوتشي | يوشيكي كيتاي، يوكو كانيموري، ماي تيشيما | 4 فبراير 2022            |
| 17          | «لعنة الخلود»                  | 不死の呪い Fushi no Noroi                | توموكو هيراموكي، ميتسوتوشي ساتو، أتسوشي ناكاجاوا | فيكا إيشي        | هيرواكي شيمورا                          | 11 فبراير 2022           |
| 18          | «معركة مع الآلهة»              | 神々との争い Kamigami to no Arasoi       | ماكوتو فوتشيغامي، ميتسوتوشي ساتو، هيتومي إيزوي   | فيكا إيشي        | شنتاري ناكازاوا                         | 18 فبراير 2022           |
| 19          | «الحصن الأخير»                 | 最後の砦 Saigo no Toride                 | أريفومي إيماي                                    | تاكو كيشيموتو    | أتسوشي تاكاهاشي                         | 25 فبراير 2022           |
| 20          | «خالد ضدّ منيع»                 | “Fujimi” tai ”Muteki” “不死身” 対 ”無敵” | يومي كاماكورا                                    | تاكو كيشيموتو    | يومي كاماكورا                           | 4 مارس 2022              |
| 21          | «أسلوب ملك في المُبارزة بالسّيف» | Ō no Ken 王の剣                          | شوتا غوشوزونو                                    | تاكو كيشيموتو    | شوتا غوشوزونو                           | 11 مارس 2022             |
| 22          | «وعد للشيطان»                  | Majin to no Yakusoku 魔神との約束        | هيتومي إيزوي                                     | تاكو كيشيموتو    | يوشيكي كيتاي                            | 18 مارس 2022             |
| 23          | «الملِك والشّمس»                 | Ōsama to Taiyō 王様と太陽                | سي جون كيم، يوسوكي هاتا                          | تاكو كيشيموتو    | سي جون كيم، يوسوكي هاتا                 | 25 مارس 2022             |

## الجوائز والترشيحات
| قائمة الجوائز والترشيحات | قائمة الجوائز والترشيحات | قائمة الجوائز والترشيحات                | قائمة الجوائز والترشيحات | قائمة الجوائز والترشيحات | قائمة الجوائز والترشيحات |
| السنة                    | الجائزة                  | الفئة                                   | المستلم                  | النتيجة                  | م.                       |
| ------------------------ | ------------------------ | --------------------------------------- | ------------------------ | ------------------------ | ------------------------ |
| 2024                     | جوائز كرانشي رول للأنمي  | أفضل أنمي خيالي                         | تصنيف الملوك             | رُشِّح                      | [ 27 ]                   |
| 2024                     | جوائز كرانشي رول للأنمي  | أفضل ”شخصية يجب حمايتها مهما كلف الأمر“ | بوجي                     | رُشِّح                      | [ 27 ]                   |

## هامش
- ملاحظة 1: بدور إخراج عام (チーフ演出).
- ملاحظة 2: عرض الأنمي فعليًا بعد منتصف ليل يوم 14 أكتوبر، الساعة 12:55am.

## طالع أيضًا
- أورينت (مانغا)
- تاكت أوب
- قصة الهيكي (أنمي)
- إلى أبدك
- الأنمي في 2021
- الأنمي في 2022

## روابط خارجية
- الموقع الرسمي للمانغا (باليابانية).
- الموقع الرسمي للأنمي (باليابانية).
- تصنيف الملوك  في شبكة أخبار الأنمي